# Liste der Nummer-eins-Hits in den Hot Dance Airplay Charts (2004)
| Singles |
| --- |
| - Deborah Cox – Something Happened on the Way to Heaven - 10 Wochen (22. November 2003 – 30. Januar, insgesamt 11 Wochen) - Despina Vandi – Gia - 1 Woche (31. Januar – 6. Februar, insgesamt 2 Wochen) - Deborah Cox – Something Happened on the Way to Heaven - 1 Woche (7. Februar – 13. Februar, insgesamt 11 Wochen) - OutKast – Hey Ya! - 1 Woche (14. Februar – 20. Februar) - Despina Vandi – Gia - 1 Woche (21. Februar – 1. März, insgesamt 2 Wochen) - Britney Spears – Toxic - 2 Wochen (2. März – 12. März, insgesamt 3 Wochen) - Motorcycle – As the Rush Comes - 2 Wochen (13. März – 26. März, insgesamt 3 Wochen) - Britney Spears – Toxic - 1 Woche (27. März – 2. April, insgesamt 3 Wochen) - Angel City feat. Lara McAllen – Love Me Right (Oh Sheila) - 5 Wochen (3. April – 7. Mai) - Motorcycle – As the Rush Comes - 1 Woche (8. Mai – 14. Mai, insgesamt 3 Wochen) - Kylie Minogue – Red Blooded Woman - 2 Wochen (15. Mai – 28. Mai) - Tube & Berger feat. Chrissie Hynde – Straight Ahead - 1 Woche (29. Mai – 4. Juni) - Roc Project feat. Tina Novak – Deju Vu (It’s Hard to Believe) - 1 Woche (5. Juni – 11. Juni, insgesamt 2 Wochen) - Beyoncé – Naughty Girl - 1 Woche (12. Juni – 18. Juni, insgesamt 3 Wochen) - Roc Project feat. Tina Novak – Deju Vu (It’s Hard to Believe) - 1 Woche (19. Juni – 25. Juni, insgesamt 2 Wochen) - Beyoncé – Naughty Girl - 2 Wochen (26. Juni – 9. Juli, insgesamt 3 Wochen) - George Michael – Amazing - 4 Wochen (10. Juli – 6. August) - Nina Sky feat. Jabba – Move Ya Body - 3 Wochen (7. August – 27. August, insgesamt 5 Wochen) - Kevin Lyttle feat. Spragga Benz – Turn Me On - 1 Woche (28. August – 3. September, insgesamt 5 Wochen) - Nina Sky feat. Jabba – Move Ya Body - 1 Woche (4. August – 10. September, insgesamt 5 Wochen) - Utada – Devil Inside - 1 Woche (11. September – 17. September) - Kevin Lyttle feat. Spragga Benz – Turn Me On - 4 Wochen (18. September – 15. Oktober, insgesamt 5 Wochen) - Nina Sky feat. Jabba – Move Ya Body - 1 Woche (16. Oktober – 22. Oktober, insgesamt 5 Wochen) - Shape: UK – Lola’s Theme - 3 Wochen (23. Oktober – 12. November) - Lasgo – Surrender - 1 Woche (13. November – 19. November, insgesamt 5 Wochen) - Stellar Project feat. Brandi Emma – Get Up Stand Up - 1 Woche (20. November – 26. November) - Lasgo – Surrender - 2 Wochen (27. November – 10. Dezember, insgesamt 5 Wochen) - Destiny’s Child – Lose My Breath - 3 Wochen (11. Dezember – 25. Dezember, insgesamt 6 Wochen) |